# Gisèle Vienne
Gisèle Vienne (geb. am 17. Dezember 1976 in Charleville-Mézières) ist eine französisch-österreichische Choreografin, Künstlerin und Theaterregisseurin. Seit 2003 erstellte sie ein „Ensemble“ von mehr als 60 lebensgroßen Puppen. Viennes Inszenierungen greifen Elemente aus Choreografie und Puppenspiel auf und thematisieren Tabuthemen der Gesellschaft, wie den Missbrauch von Minderjährigen. Das Pariser Festival d'Automne 2021 widmete ihrer Arbeit eine umfassende Werkschau.

## Leben und Leistungen
Gisèle Vienne wurde 1976 geboren. Sie wuchs in Grenoble, Freiburg im Breisgau und Berlin auf. Ihre Mutter ist die aus Österreich stammende Künstlerin Dorothea (Dorli) Vienne-Pollak, eine ehemalige Schülerin von Oskar Kokoschka. Nach dem Philosophiestudium am Lycée Fénelon in Paris studierte Vienne von 1996 bis 1999 Puppenspiel an der École supérieure nationale des arts de la marionnette in Charleville-Mézières. Mit ihrer 1999 gegründeten Theaterkompanie inszeniert sie Bühnenstücke die choreographische Elemente und Puppen einsetzen. Nach anfänglicher Zusammenarbeit mit Étienne Bideau-Rey führt Vienne seit 2004 bei ihren Stücken allein Regie. Zwischen 2000 et 2022 hat sie über 17 Inszenierungen umgesetzt und dabei mit Persönlichkeiten wie Jonathan Capdevielle, Jean-Luc Verna, Adèle Haenel, Catherine Robbe-Grillet, Aurore Ponomarenko, Stephen O’Malley oder Dennis Cooper zusammengearbeitet.
Das Theaterstück L'Étang / Der Teich nach einem Text von Robert Walser wurde 2021 an der Ruhrtriennale aufgeführt. Mit zwei Schauspielerinnen und acht lebensgroßen Puppen erzählt das Stück den vorgetäuschten Selbstmord des Teenagers Fritz (dargestellt von Adèle Haenel), der an der Liebe seiner Mutter zweifelt. Die musikalische Untermalung stammt von Stephen O’Malley.
Der Pariser Festival d’Automne widmete Vienne von September 2021 bis Januar 2022 eine umfassende Werkschau, unter anderem mit der Aufführung der Stücke Crowd, This is how you will disappear, Kindertotenlieder und L'Étang / Der Teich und einer Vortragsreihe mit der Philosophin Elsa Dorlin. Anlässlich dieses Künstlerporträts zeigte das Musée d’Art Moderne zudem eine Ausstellung von Viennes plastischen Arbeiten zwischen 2003 und 2020.
Die französischsprachige Inszenierung L'Étang / Der Teich wurde 2022 bei den Wiener Festwochen gezeigt und von der deutschsprachigen Kritik sehr positiv aufgenommen.
2023 wurde das Stück EXTRA LIFE, unter erneuter Mitwirkung der Schauspielerin Adèle Haenel, an der Ruhrtriennale uraufgeführt. Zwei Geschwister begegnen sich am Ende einer durchfeierten Nacht und versuchen vergangene Traumata zu überwinden.
2024 wurden ihrem Werk in Berlin anlässlich der Art Week zwei Ausstellungen gewidmet und das 2017 entstandene Stück Crowd in den Sophiensälen nochmals auf die Bühne gebracht.

## Werk (Auswahl)

### Bühnenstücke und Inszenierungen
Inszenierungen und Choreografien in Zusammenarbeit mit Étienne Bideau-Rey sind mit einem Stern gekennzeichnet (*).
- 2000: Splendid’s de Jean Genet*
- 2001: Showroomdummies *
- 2003: Stéréotypie *
- 2004: Tranen Veinzen *
- 2004: I Apologize[13][14]
- 2005: Une belle enfant blonde[13][14] / A young, beautiful blonde girl
- 2007: Kindertotenlieder[15][16]

- 2007: Jerk, Hörspiel (ACR, France Culture, erschienen bei éditions DISVOIR - série: ZagZig / 2 Ausgaben, cd+Buch, Französisch und Englisch, 2011)
- 2008: Jerk, Theaterstück von Gisèle Vienne mit Jonathan Capdevielle in der Rolle des David Brooks
- 2009: Éternelle Idole
- 2009: Showroomdummies (ré-écriture) *
- 2010: This is how you will disappear[17][18]
- 2011: LAST SPRING: A prequel
- 2013: The Pyre[19]
- 2015: The Ventriloquists Convention[20], geschrieben in Zusammenarbeit mit dem US-amerikanischen Autor Dennis Cooper[21]
- 2017: Crowd
- 2020: L'Étang / Der Teich nach Robert Walser
- 2023: EXTRA LIFE

### Kunstinstallationen und Ausstellungen
- 2006: La poupée, L'inquiétante étrangeté. Fotoarbeit von Antoine Masure und Gisèle Vienne mit Puppen von Gisèle Vienne, Galerie 1sur1 en vitrine, Brüssel, Belgien
- 2006: Un auteur va disparaître. Installation von Gisèle Vienne und Vortrag von Marcela Iacub (Juristin und Forscherin am CNRS), "l’École de Stéphanie" im Rahmen der Ausstellung " La force de l'art", Grand Palais, Paris, France
- 2007: Grenoble-Saalfelden. Ausstellung einer Fotoarbeit von Gisèle Vienne und Antoine Masure, Galerie du Quartz, scène nationale de Brest, Frankreich
- 2007: Goddess. Installation und Fotografien von Gisèle Vienne, Voice Gallery Kyoto, STAY WITH ART, 2007 im Rahmen der Ausstellung im T-Point Hotel, Osaka, Japan
- 2008: Black Nois. Gemeinschaftsausstellung, CNEAI in Chatou, Frankreich.
- 2010: 40 Portraits 2003-2008. Fotografien von Gisèle Vienne, Centre Atlantique de la Photographie, Le Quartz, Scène nationale de Brest, Frankreich
- 2011: Do you think, that would have made it magic?. Gisèle Vienne auf Einladung von Elodie Lesourd. Ausstellung, in der Reihe Through their tears (2007–2011), galerie Olivier Robert - Paris (FR)
- 2011: Last Spring: A prequel. Gisèle Vienne / Dennis Cooper / Peter Rehberg und Stephen O’Malley / Raphaël Rubbens / Dorothéa Vienne-Pollak / Patrick Riou / Jonathan Capdevielle Installation und Inszenierung mit einer robotisierten Puppe
- 2012: Shake and Bake. Ausstellung von zwei Fotoarbeiten von Gisèle Vienne aus der Reihe "Through Their Tears". Kuratiert von HARD HAT, Galerie Praz-Delavallade – Paris (FR)
- 2012: Whitney biennial. Whitney Museum - New York (US)
- 2012: Read into my black holes. Kuratiert von Gisèle Vienne und Dennis Cooper, Centre Pompidou - Paris (FR)
- 2012: Teenage Hallucination[22]. Gisèle Vienne in Zusammenarbeit mit Dennis Cooper, Stephen O’Malley und Peter Rehberg, Patrick Riou, Jonathan Capdevielle, Centre Pompidou – Paris
- 2014:  Die Puppe in der Moderne. Dont: 40 Portraits et une poupée (2003–2008), Kunstverein Galerie "Talstrasse" e.V. - Halle (DE)
- 2018: 40 Portraits 2003–2008, Les Abattoirs Musée-FRAC Occitanie Toulouse (FR)
- 2024: Gisèle Vienne: This Causes Consciousness to Fracture Die Ausstellung zeigt Viennes Werk während der Art Week 2024 in Berlin, koordiniert von drei Kulturinstitutionen. (Haus am Waldsee, Georg Kolbe Museum und Sophiensälen)[23]

### Filmographie

#### Regie
- Brando, Kurzfilm (2014) / Musique: Brando, von  'Soused', in Zusammenarbeit mit Scott Walker + Sunn O)))

#### Darstellung
- Ganz Angst, Film von Jean-Michel Wicker, Serge Comte, Christophe Terpent und Vidya Gastaldon (1996, Galerie Analix, Genf) / Darstellerin
- Home, Film von Patric Chiha (2006) / Darstellerin
- Funky Town, Videoclip von Jean-Luc Verna und seinen Dum Dum Boys, Regie Brice Dellsperger (2007) / Darstellerin
- Domaine, Film von  Patric Chiha (2010) / Choreografie und Darstellung
- Boys Like Us, Film von Patric Chiha (2014) / Choreografie und Darstellung

#### Mitarbeit
- Sablé-sur-Sarthe, Film von Paul Otchakovsky Laurens (2009)  / Regie und Puppenspiel
- Éditeurs, Film von Paul Otchakovsky-Laurens (2017) / Puppenbau

## Veröffentlichungen

### Bücher
- Gisèle Vienne, Dennis Cooper, Peter Rehberg, Jonathan Capdevielle: JERK / Through Their Tears. In: ZagZig. éditions DISVOIR. (CD+Buch), 2 Ausgaben auf Französisch und englisch
- Gisèle Vienne: 40 portraits, 2003-2008. Éditions P.O.L, 2012.
- Sammelband (Herausgegeben von Elsa Dorlin), Feu! abécédaire des féminismes présents, Paris, éd. Libertalia, 2021[24]

### Zeitschriften
- Corps/Objet – Über das Verhältnis zwischen Körper und künstlichem Körper. Gisèle Vienne / Étienne Bideau-Rey. Zeitschrift- 2 Bände 2001 et 2002 herausgegeben vom Centre Chorégraphique National de Grenoble
- LAST SPRING: The Maps (Band 1, erschienen 2011, Band 2, erschienen 2012). Fanzine von Gisèle Vienne in Zusammenarbeit mit Dennis Cooper im Rahmen der Cooperative Fanzine, konzipiert von Dominique Gonzalez-Foerster, Philippe Parreno und Jean-Max Colard